# Aphaenogaster januschevi
Aphaenogaster januschevi är en myrart som beskrevs av Arnol'di 1976. Aphaenogaster januschevi ingår i släktet Aphaenogaster och familjen myror. Inga underarter finns listade i Catalogue of Life.